# FUSAC
FUSAC est un site web de petites annonces pour la communauté anglophone et anglophile de Paris et la région parisienne. Créé en 1988 par John Vanden Bos sous la forme d'un magazine nommé à l'origine « France-USA Contacts », il est accessible exclusivement sur internet depuis janvier 2014.

## Présentation
Le contenu cible un lectorat d'expatriés anglophones d'origines internationales et de français anglophiles. Parmi les rubriques d'annonces, on trouve des offres de logement, d'emploi, de services, des cours de langues, etc.. Parmi les rubriques de rédaction, il y a des interviews d'expatriés, photos du monde, articles sur la vie des expatriés, chroniques de livre, la vie parisienne et jeux de langue Speak Easy.

## Histoire
En 1986, John Vanden Bos avait lu un article à propos d'un homme qui avait lancé son propre magazine sur le baseball en utilisant une nouvelle technologie appelée « publication assistée par ordinateur » (PAO). La PAO permettait à n'importe qui de faire les mises en page, tandis que jusque-là, il fallait passer par des typographes dans une imprimerie ce qui avait un coût relativement élevé. John, originaire de Kalamazoo, Michigan, venait à Paris régulièrement et donnait des cours de français pour vivre. À l'époque, les professeurs trouvaient des étudiants via des petits mots mis pêle-mêle sur des tableaux d'affichage ici et là dans la ville. Les numéros de téléphone étaient indiqués sur des petites franges détachables en bas de l'affichette, de telle manière que chacun puisse prendre le numéro.
Le déclic se fit un jour alors qu'il était face à un de ces tableaux d'affichage débordant d'annonces. En combinant la publication assistée par ordinateur au marché de niche de la communauté anglophone de Paris, John commença à publier un bulletin de quatre pages en noir et blanc toutes les deux semaines. La couleur sera ajoutée en 1991. Le plus grand nombre de pages a été de quatre-vingt en 2000. Le 500e numéro de FUSAC a été publié en janvier 2012.
Ayant publié près de 25 millions d'exemplaires au total, FUSAC est considéré comme central pour la communauté internationale anglophone de Paris.

« « Avec Fusac, j'ai acheté un tapis grec, trouvé des jobs, un appartement pour des amis de passage et même rencontré un homme. » Pour Sheila Gover, formatrice anglaise installée depuis 25 ans à Paris, Fusac est un outil d'intégration. »

— « Quand Paris lit l'anglais… », ParisObs no 2014 du 12 au 18 juin 2003.

## Diffusion
Entre 1988 et 2008 la parution était bimensuelle avant de devenir mensuelle à partir de 2009. En 1998, le site web est créé. En janvier 2014, la publication papier est abandonnée au profit de la diffusion en ligne.
Il existait 478 points de diffusion à Paris et en région parisienne[Quand ?].

## Autres publications
Entre 2007 et 2015, FUSAC a publié trois recueils de Speak Easy puzzles, un jeu dans lequel le lecteur doit assembler des expressions idiomatiques en anglais avec leur équivalent français, sous forme de livres. Les livres font partie de la collection de l'American Library in Paris, ils sont édités par Lisa Vanden Bos, l'épouse du fondateur de FUSAC.
En 2014 FUSAC a publié le livre 90+ Ways You Know You're Becoming French par l'auteur Shari Leslie Segall et l'illustratrice Judit Halász.

## Mentions
FUSAC est mentionné comme une ressource pour les expatriés arrivant à Paris dans des guides touristiques sous les rubriques : presse locale, recrutement et logement. Frommer's, Let's Go, Europe through the Back Door, Time Out Rick Steves' Paris, et Lonely Planet. Également dans les livres Paris Inside Out (1990), Living Abroad in France d'Aurelia d'Andrea (2011), The Rough guide to Paris (2014), The ABCs of Parenting in Paris (2014) et Paris with Children (2014) ou Planning for Paris - The Indispensable Companion To Your Guidebook (2014).
Le magazine FUSAC apparaît dans le film Love Actually (2003). Il est aussi mentionné dans le roman Stringer de Jean-Paul Jody (2000) : « J'ai tendu l'exemplaire de Fusac dans lequel la fille avait fait paraître son annonce. La porte s‘est entreouverte… ».
FUSAC est également cité dans le livre Bienheureux les fêlés… Tout le monde peut créer son entreprise de Philippe Bloch : « L'homme providentiel arrive par la grâce d'une annonce passée dans le journal FUSAC, la bible des anglo-saxons de Paris ».
John Vanden Bos a été l'invité de Marc-Olivier Fogiel sur la radio Europe 1 pour parler de la réaction de la communauté américaine à Paris lors de l'élection de Barack Obama en novembre 2008.